# ЦЕР-200
ЦЕР (Цифарски Електронски Рачунар) модел 200 је рани дигитални рачунар развијен 1966. у Институту Михајло Пупин.